# Rajani Palme Dutt
Rajani Palme Dutt (* 19. Juni 1896 in Cambridge; † 20. Dezember 1974 in London) war ein britischer kommunistischer Politiker, Journalist und Autor. Der gleichermaßen publizistisch wie politisch engagierte Dutt war über vier Jahrzehnte lang eine Schlüsselfigur im Führungsapparat der Communist Party of Great Britain. Obwohl er die eigentliche Führung der Partei nur kurz und unter außergewöhnlichen Umständen innehatte und ansonsten über lange Zeiträume eher informell oder im Rahmen eines Leitungskollektivs Einfluss ausübte, gilt er heute als „the most important figure in the Communist Party of Great Britain.“ Um die Mitte des 20. Jahrhunderts war er zudem der weltweit – insbesondere in den britischen Kolonien und Dominions – meistrezipierte marxistische Theoretiker englischer Sprache. Allerdings war der menschlich schwierige, als „cold fish“ beschriebene Dutt innerparteilich durchaus umstritten und außerhalb der Partei – vor allem bei nichtkommunistischen Linken – nicht selten regelrecht verhasst. Zu diesem noch immer weitgehend wirksamen Negativbild trug insbesondere die im Kalten Krieg durch die britische Publizistik verbreitete Charakterisierung Dutts – „the prototype of the Communist robots“ – bei, die nach seinem Tod fast unverändert von der eurokommunistischen Strömung in der CPGB übernommen wurde.

## Leben

### Herkunft
Dutts Vater Upendra Krishna Dutt wurde in Kalkutta geboren. Einer seiner Angehörigen war der Kolonialbeamte und Historiker Romesh Chunder Dutt, dessen zwischen 1902 und 1904 erschienene Economic History of India dem entstehenden indischen Nationalismus wichtige Argumente lieferte. Auf Basis eines einjährigen Stipendiums kam Upendra Krishna Dutt 1875 18-jährig nach Großbritannien, wo er Medizin studierte und sich anschließend als Arzt niederließ. Dutts Mutter war die schwedische Schriftstellerin Anna Palme. Sie stammte aus einer bürgerlich-konservativen Familie, die den Kontakt zu ihr abbrach, als sie von der Beziehung mit dem sowohl wegen seiner Herkunft als auch wegen seiner Armut abgelehnten indischen Arzt erfuhr. Über seine Mutter war Rajani Palme Dutt mit dem nachmaligen schwedischen Ministerpräsidenten Olof Palme verwandt. Dutts älterer Bruder war der Botaniker Clemens Palme Dutt, seine Schwester die Mathematikerin und ILO-Angestellte Ellie Dutt.
Upendra Krishna Dutt hatte eine Praxis in einem vornehmlich von Eisenbahnarbeitern bewohnten Stadtteil von Cambridge aufgebaut. In diesem Umfeld verbrachte auch sein 1896 geborener Sohn seine Kindheit. Gleichzeitig kam er im Elternhaus mit indischen Nationalisten wie Surendranath Banerjee und Lala Lajpat Rai sowie britischen Sozialisten wie Philip Snowden und Tom Mann in Kontakt. Dutt selber hielt allerdings nicht diese Einflüsse, sondern eigene Kindheitsbeobachtungen für prägend. Im Entwurf seiner nicht veröffentlichten Autobiographie hielt er fest:
„I was a socialist before I knew what socialism was. My father had a practice in the working-class district in Cambridge. (...) Then at the extreme other end of Cambridge would be the huge grounds of the professors and big people; mansions with slippery floors to walk on and cups you had to balance in your hands and high conversation about literature and art and all kinds of big questions. It was clear to me as a simple fact of life that these were the criminal classes living on the loot and the others were the ones that did the work.“

### Akademische Ausbildung
Mit viel Mühe konnten die Eltern Dutt den Besuch der Perse School in Cambridge finanzieren. Dort zeichnete er sich aus und erhielt 1914 einen Freiplatz am Balliol College der Universität Oxford. Wenige Wochen nach dem Eintreffen in Oxford trat er im Herbst 1914 in die Independent Labour Party ein. Zu diesem Zeitpunkt umfasste die Gruppe kriegsgegnerischer Sozialisten an der Universität lediglich sechs Studenten; ihr stand eine überwältigende Mehrheit oftmals aggressiv nationalistischer Professoren und Kommilitonen gegenüber. Der einzige Kriegsgegner unter den Lehrkräften, der Philosoph Bertrand Russell (für den Dutt Ende 1914 eine öffentliche Debatte mit dem Kriegsbefürworter Alexander Dunlop Lindsay organisierte), wurde entlassen und 1916 für zwei Jahre inhaftiert. In Oxford verband Dutt eine enge Freundschaft mit dem australischen Frühgeschichtler und Archäologen Vere Gordon Childe. Mit ihm und anderen bot er Bildungskurse für Arbeiter im ländlichen Oxfordshire an. Daneben engagierte er sich in der mit der Fabian Society verbundenen Universities Socialist Federation, auf deren Veranstaltungen er mit George Bernard Shaw, Beatrice und Sidney Webb sowie Ben Tillett zusammentraf. 1916 wurde Dutt für sechs Monate wegen Verweigerung des Kriegsdienstes inhaftiert, konnte aber anschließend an die Universität zurückkehren. Allerdings wurde er nun von der Universitätsverwaltung genau beobachtet. Sie nahm eine von Dutt Ende Oktober 1917 organisierte Vortragsveranstaltung, die von nationalistischen Studenten massiv gestört wurde, zum Anlass, um ihn als „Unruhestifter“ zum Verlassen des Universitätsgeländes zu zwingen. Ihm wurde ein Jahr später lediglich gestattet, zur Ablegung der Prüfungen für einen Tag zurückzukehren. Obgleich er die Examen mit sehr gutem Erfolg durchlief, standen ihm die Oxford-Absolventen gewöhnlich gebotenen Entwicklungsmöglichkeiten nicht offen. Eine offenbar erwogene Ansiedlung als Lehrer in Indien wurde von der Universität durchkreuzt, die im Abschlusszeugnis ausdrücklich sein oppositionelles Gebaren vermerkte und denjenigen „who are responsible to make the appointment“ empfahl, eine Verwendung an ungefährlicherer Stelle zu erwägen.

### Nachkriegszeit und Aufstieg in der CPGB
Im Frühjahr 1919 erhielt Dutt eine Stelle als International Secretary im Labour Research Department, einem der Labour Party verbundenen, zu diesem Zeitpunkt von den Fabians kontrollierten Forschungsinstitut. Hier arbeitete der gerade 24-jährige den Führungsgremien der Labour Party zu, eine Karriere im Apparat dieser Partei schien sicher vorgezeichnet. Schnell erwies sich allerdings die völlige Inkompatibilität des in diesen Kreisen verfochtenen reformistischen Gradualismus mit den immer deutlicher leninistisch geprägten Politik- und Organisationsvorstellungen Dutts. Als entscheidend für seine weitere Entwicklung wertete Dutt insbesondere die Diskussionen mit kommunistischen und linkssozialistischen Studenten auf einer Zusammenkunft in Genf im Dezember 1919, an der auch bolschewistische Delegierte teilnahmen. In dieser Phase schloss er seinen 1915 begonnenen Übergang zu marxistischen Positionen ab und setzte sich in der Folge für den Anschluss der Independent Labour Party an die Kommunistische Internationale (KI) ein. Dutt gehörte zu einer ILP-Gruppe, die am 31. Juli/1. August 1920 am Gründungskongress der Communist Party of Great Britain teilnahm. Er wurde dort Mitglied der CPGB, gehörte aber bis Anfang 1921 auch noch der ILP an.
Im Juli 1921 rief Dutt gemeinsam mit Robert Page Arnot die Zeitschrift Labour Monthly ins Leben. Das in Abstimmung mit der KI gegründete Blatt, dessen Linie Dutt jahrzehntelang verantwortete, war als überparteiliches Forum der Arbeiterbewegung konzipiert und sollte vor allem dabei helfen, Vertreter des linken Flügels der Labour Party mit der CPGB ins Gespräch zu bringen. Im Jahr darauf wurde er – zusammen mit Harry Pollitt und Albert Inkpin – in eine dreiköpfige Organisation Commission berufen, die die CPGB entlang „bolschewistischer Prinzipien“ reorganisieren sollte. Hierzu zählte auch die Neustrukturierung der Parteipresse, die Dutt im Februar 1923 mit der Gründung von Workers' Weekly anstieß. Unter seiner Redaktion konnte das neue Zentralorgan die Auflage innerhalb weniger Wochen von 19.000 auf 51.000 Exemplare steigern. Diese und andere Erfolge ebneten Dutt den Weg in die engere Parteiführung; seit dem Sommer 1923 gehörte er dem fünfköpfigen Political Bureau der Partei an. Kurz zuvor hatte er sich erstmals in Moskau aufgehalten und bei dieser Gelegenheit den Führungszirkel der KPR (B) kennengelernt. Viele aus dieser Runde enttäuschten ihn, einige – etwa Gregorij Sinowjew – hielt er für „arrogant windbags“. Einen günstigen Eindruck hinterließ hingegen Josef Stalin. 1970 erinnerte sich Dutt:
„After all the verbal pyrotechnics (...) Stalin spoke. (...) From that moment I could see that he was head and shoulders above all the others.“
Bis 1924 zählte Dutt zu den Befürwortern einer engen Zusammenarbeit mit der Labour Party. In diesem Zusammenhang beurteilte er auch die einige Wochen nach den Parlamentswahlen vom 6. Dezember 1923 gebildete erste Labour-Regierung vorsichtig optimistisch; zwar illusionslos hinsichtlich ihres programmatischen Potentials, nahm er doch an, dass dieser Schritt geeignet sei, das eingespielte System bürgerlicher Politik mit seinem folgenlosen Wechselspiel konservativer und liberaler Regierungschefs aus dem Gleichgewicht zu bringen. Als das politische Desaster dieser nach zehn Monaten gestürzten Regierung zum faktischen Zusammenbruch des linken Labour-Flügels und damit einhergehend zum Abschluss der Integration der Labour Party in die etablierten Politikmechanismen geführt hatte, entwickelte sich Dutt zu einem der profiliertesten Anwälte einer konfrontativen Linie gegenüber Labour.
1924 heiratete Dutt in Stockholm die estnische Kommunistin und KI-Mitarbeiterin Salme Murrik, die er 1920 bei den Verhandlungen im Vorfeld der CPGB-Gründung kennengelernt hatte. Von Murrik, die in dieser Phase eine Art informelle Aufsicht über die britische Partei ausübte und direkte Verbindungen zum Exekutivkomitee der Komintern – insbesondere zu Otto Kuusinen – unterhielt, wird angenommen, dass sie Dutts auffällig rasches Vordringen in die erste Reihe britischer Kommunisten wesentlich beschleunigte. Im gleichen Jahr übersiedelte Dutt mit seiner Frau nach Brüssel, wo er sich bis 1936 – von kurzen Unterbrechungen abgesehen – aufhielt. Er behielt allerdings seine Führungspositionen in der CPGB und die Herausgeberschaft von Labour Monthly.

### Tätigkeit in Brüssel, Paris und Berlin
Dutt begründete sein plötzliches „Exil“ mit einem aus gesundheitlichen Gründen nötig gewordenen Ortswechsel. Zumindest seine Frau war in der Tat schwer erkrankt; er selbst verwies auf seine wachsende „Erschöpfung“. Gleichwohl wuchs der Umfang seiner politischen und publizistischen Arbeit weiter an. In Brüssel stand Dutt dem Westeuropäischen Büro der KI zur Verfügung und beteiligte sich auch an der Arbeit des in Paris beheimateten Kolonialbüros derselben. Zudem hielt er sich wiederholt in Berlin auf, wo die Kommunistische Partei Indiens ein Büro unterhielt und die von M. N. Roy herausgegebene Zeitschrift Vanguard erschien. In die Vorbereitung des im Februar 1927 in Brüssel tagenden Gründungskongresses der Antiimperialistischen Liga – der zu einem wirklichen Durchbruch bei der Arbeit der KI-Sektionen in den Kolonien und abhängigen Ländern führte – war auch Dutt eingebunden.
In diesen Jahren beschäftigte sich Dutt insbesondere mit den Problemen der politischen und gesellschaftlichen Entwicklung Indiens. 1925 hatte die CPGB Percy Glading auf den Subkontinent entsandt, um Fühlung mit der indischen KP – von deren Handlungsfähigkeit man aufgrund der Angaben Roys ausging – herzustellen. Allerdings kehrte Glading nach monatelanger Suche zurück, ohne ein einziges Anzeichen kommunistischer Organisationstätigkeit entdeckt zu haben. Gegen den Widerstand Roys entschied man sich deshalb für eine Zusammenarbeit mit den nichtkommunistischen Nationalisten vom Indian National Congress. Der Unterstützung dieser Linie diente auch Dutts erste größere Arbeit über Indien (Modern India, 1927). Hier empfahl er der indischen politischen Linken, zumindest mittelfristig im Rahmen des von „petty bourgeois intellectual elements“ geführten INC zu wirken; die Politik des Kreises um Gandhi sei zwar voller Halbheiten und Schwächen, zugleich aber auch die einzige, hinter der eine echte Massenbewegung stehe. Durch ihre Mitarbeit könnten die Linken bestimmte, nach Dutts Auffassung katastrophale Tendenzen der INC-Politik bekämpfen. Für perspektivisch verhängnisvoll hielt er in einer hellsichtigen Analyse insbesondere die ideologische und praktische Wiederbelebung vorkolonialer sozialer und religiöser Normen:
„So, from the existing foul welter of decaying and corrupt metaphysics, from the broken relics of the shattered village system, from the dead remains of court splendours of a vanished civilisation, they sought to fabricate and build up and reconstitute a golden dream of Hindu culture – a 'purified' Hindu culture – which they could hold up as an ideal and a guiding light. (...) All social and scientific development was condemned as the conquerors' culture: every form of antiquated tradition, abuse, privilege and obscurantism was treated with veneration and respect. So it came about that the national leaders of the people, who should have been leading the people forward along the path of emancipation and understanding (...), appeared instead as the champions of reaction and superstition, caste privilege and division (...).“
Dutt setzte seine Hoffnungen dabei vor allem auf die von Jawaharlal Nehru repräsentierte Strömung im INC. Auf die Politik der indischen KP hatte er bis in die frühen 50er Jahre beträchtlichen informellen Einfluss. Auch nach der 1928 eingeläuteten „ultralinken“ Wende der KI hielt Dutt daran fest, dass für die in der Regel kleinen, habituell und ideologisch isolierten kommunistischen Parteien in den Kolonien und abhängigen Ländern eine kooperative Bündnisstrategie einem „offensiven“, nichtkommunistische Politiken radikal angreifenden Kurs vorzuziehen sei. Dafür wurde er von den verantwortlichen KI-Vertretern mehrfach kritisiert. Für die kapitalistischen Metropolen schien Dutt die neue Linie dagegen im höchsten Maße passend zu sein (obwohl er deren agitatorische Zuspitzung in der Sozialfaschismusthese augenscheinlich ablehnte). Bei der Neuausrichtung der CPGB, die 1929 zur Ablösung des bisherigen Generalsekretärs Albert Inkpin führte, spielte er eine wichtige Rolle. Die Labour Party, argumentierte er, sei für eine emanzipatorische Politik rettungslos verloren, ihr Einfluss müsse folglich rücksichtslos gebrochen werden.
„From the liberal-constitutionalist-democratic outlook must necessarily follow, more and more clearly as the party grows larger, acceptance of the existing order (pending constitutional change), acceptance of the existing state, acceptance of the task of maintaining law and order, and so finally complete acceptance of capitalism, imperialism, class co-operation and coalition – in complete contradiction of the original aspiration of independent working class politics.“
Bei der Auseinandersetzung um die neue Linie der Partei wurde Dutt erstmals auch aus der CPGB heraus angegriffen. Vertreter des Flügels, der die Labour Party trotz allem weiter als Teil der Arbeiterbewegung betrachtete, warfen ihm unter anderem lebensfremden „armchair Bolshevism“ vor. Der auffällige Umstand, dass der führende Parteitheoretiker von einem nennenswerten Teil des Parteiapparats mehr oder weniger offen abgelehnt wurde, begleitete Dutts Arbeit auch in den folgenden Jahrzehnten und wurde spätestens in den 60er Jahren mit dem Aufkommen der Vorläufer der eurokommunistischen Strömung zur dominierenden Konstante. Umgekehrt konnte sich Dutt vor allem durch seine oftmals brillanten monatlichen Kommentare (Notes of the Month) in Labour Monthly einen festen Leserstamm aus Parteimitgliedern und -sympathisanten schaffen, der eher seinem als dem Urteil der jeweiligen Parteiführung vertraute.

### Auseinandersetzung mit dem Faschismus
1934 veröffentlichte Dutt Fascism and Social Revolution. In seinen Schlussfolgerungen für die Linie der CPGB war das Buch – das nur wenige Wochen vor dem die Volksfrontpolitik einleitenden Einheitsfrontabkommen zwischen Kommunisten und Sozialisten in Frankreich erschien – bald überholt, erwies sich in seinen analytischen Passagen aber als eine der dauerhaftesten und einflussreichsten theoretischen Arbeiten Dutts. Grundlage der faschistischen Tendenz war für den Autor die 1914 einsetzende allgemeine Krise der bürgerlich-kapitalistischen Gesellschaften. Seither seien alle Versuche, wieder stabiles kapitalistisches Wachstum in Gang zu bringen, gescheitert. Auch die politische Stabilisierung sei deshalb notwendig prekär geblieben. Das zeige sich insbesondere am raschen Verschleiß der nach dem Krieg in den Herrschaftsmechanismus integrierten sozialdemokratisch-reformistischen Strömung der Arbeiterbewegung – deren Illusionen über politische Demokratie und „organisierten“ oder „geplanten“ Kapitalismus lägen spätestens mit dem Zusammenbruch der kapitalistischen Weltwirtschaft (vgl. Weltwirtschaftskrise) als solche offen bzw. würden sich nun sogar als „already an unconscious groping after Fascism without facing its logical implications“ erweisen. Der eigentliche Faschismus sei „a form, a means of capitalist class rule in conditions of extreme decay“ und insofern „wider than the question of a Mussolini or a Hitler.“
„The society of 'stabilised Fascism' (...) would be a society of organised decay. The essence of Fascism is the endeavour violently to suppress and overcome the ever-growing contradictions of capitalist society.“
Aus diesem Blickwinkel untersuchte Dutt detailliert die Entfaltung faschistischer Tendenzen in Italien, Deutschland und Österreich. Auch in den USA, in Frankreich und Großbritannien sei auf allen gesellschaftlichen Ebenen eine Bewegung hin zu faschistischen Inhalten zu beobachten, allerdings sei diese (noch) nicht völlig durchgebrochen, da die herrschenden Klassen dieser Hauptsiegermächte des Weltkrieges über umfangreichere Ressourcen und Handlungsoptionen als die anderer Länder verfügten. Den sozialen und politischen Inhalt des „Roosevelt emergency regime“ analysierte Dutt dennoch als bis dahin deutlichsten Ausdruck einer faschistischen Gefahr in den Vereinigten Staaten; dortige Beobachter sollten sich durch das „sentimental philanthropic ballyhoo“ nicht täuschen lassen. Großbritannien sah er mit dem 1931 etablierten National Government in eine Entwicklungsphase eingetreten, die er als „encroaching Fascism“ – vergleichbar mit dem Brüning-Regime in Deutschland – bezeichnete. Als Beleg hierfür verwies Dutt auf die unter MacDonald zu beobachtende zunehmende Abkopplung des Regierungshandelns von parlamentarischen Verfahren, den rapiden Ausbau und die Militarisierung des Polizeiapparats, die sich häufenden Einschränkungen der Rede- und Versammlungsfreiheit, das Experimentieren mit verschiedenen Formen der Zwangsarbeit und schließlich den sich in der Bildung der National Labour Organisation manifestierenden offenen Übergang der führenden Labour-Politiker in das bürgerliche Lager. Diese Einschätzung der innenpolitischen Situation Großbritanniens blieb für die CPGB in wesentlichen Teilen bis 1940/1941 verbindlich.
Im Rahmen seiner Analyse des kapitalistischen Niedergangs bzw. der Betreuung dieses Niedergangs durch den bürgerlichen Staat schrieb Dutt – mit Blick auf die Kategorie des „Überflüssigen“ – eine Passage nieder, die gelegentlich als eine der frühesten Warnungen vor dem während des Zweiten Weltkrieges zur Wirklichkeit gewordenen industrialisierten Massenmord zitiert wird:
„The more obvious and glaring expressions of this process, the burning of foodstuffs, the dismantling of machinery that is still in good condition, strike the imagination of all. But all do not yet see the full significance of these symptoms. (...) To-day they are burning wheat and grain, the means of human life. To-morrow they will be burning living human bodies.“

### Dutt und die Linie der CPGB während des Zweiten Weltkrieges
Zu Beginn des Zweiten Weltkrieges geriet die CPGB in eine schwere Krise. Politbüro und Zentralkomitee stellten sich hinter die Kriegserklärungen Großbritanniens und Frankreichs an Deutschland. In den ersten Kriegswochen versuchte die Partei in eigentümlicher Verlängerung ihres antifaschistischen Vorkriegskurses sogar, sich als Anwalt einer besonders entschiedenen Kriegführung zu profilieren. Pollitt veröffentlichte eine Broschüre mit dem Titel How to Win the War. Am 15. September 1939 forderten Dutt und William Rust das Politbüro jedoch auf, die Haltung der Partei zu überdenken. Die Situation gleiche – solange die UdSSR nicht in den Krieg verwickelt sei – derjenigen des Jahres 1914, man habe es vorerst mit einem Konflikt zweier imperialistischer Lager zu tun, bei dem die politische Ordnung der beteiligten Mächte überhaupt keine Rolle spiele; die Aufgabe einer revolutionären Partei sei daher nicht eine imaginäre „Verteidigung der Demokratie“, sondern die Bekämpfung der „eigenen“ Regierung. Komme hingegen durch den Kampf der politischen Linken eine „Volksregierung“ (People's Government) zustande, sei diese auch legitimiert, gegen die faschistische Aggression einzuschreiten, da dann die imperialistische Agenda in Wegfall gekommen sei. Dutt konnte sich allerdings zunächst nicht durchsetzen; ein Telegramm der KI-Führung, das Dutts Position stützte, wurde von Pollitt unterdrückt. Erst das Eintreffen des CPGB-Vertreters bei der KI führte die Wende herbei. Am 2. Oktober votierte eine Mehrheit des Zentralkomitees für den Kurswechsel. Bei den vorhergehenden äußerst kontroversen Diskussionen wies Dutt offen auf die seiner Meinung nach in der Partei zu beobachtenden problematischen, für den jüngsten „Irrweg“ verantwortlichen Tendenzen hin:
„We know anti-International tendencies, a contemptuous attitude to the International, anti-Soviet tendencies, the kind of thing that began already at the time of the trials, talk of the collapse of the International, talk of the Soviet Union following its interests and the like, talk of our being an independent Party, all kinds of things like that, that are reflections of enemy outlooks, of imperialist and labour reformist outlooks that have no place in the Party.“
Dutt – der nun den Posten des Generalsekretärs von Pollitt übernahm – verlangte auch von den Mitgliedern, die die von ihm verfochtene neue Linie für falsch hielten, dieselbe nach außen aktiv zu vertreten und drohte, dass „any member who in such a moment deserts from active work for the Party will be branded for his political life.“ Insbesondere dies nahmen ihm viele Vertreter der Minderheitsmeinung besonders übel; Dutts Verhältnis etwa zu William Gallacher blieb dauerhaft zerrüttet.
Obwohl unter Mitgliedern und Sympathisanten umstritten und Auslöser heftiger Angriffe auf die Partei, erwies sich die neue Linie keineswegs als das politische Desaster, als das sie mitunter dargestellt wird. Dutt positionierte die CPGB als Anwalt der proletarischen Alltagsinteressen und des Wunsches nach Frieden und legte so die Grundlage für das – freilich unter erneut veränderten Vorzeichen stattfindende – rasche Wachstum der Partei ab 1941. Labour Monthly konnte die Zahl seiner Abonnenten bereits zwischen Dezember 1939 und Dezember 1940 auf 20.000 steigern und damit verdoppeln. Nach dem deutschen Überfall auf die Sowjetunion versuchte Dutt zunächst, die Forderung nach einer „Volksregierung“ und die in den Monaten zuvor im Rahmen der People's Convention geschaffenen Ansätze einer Volksfrontbewegung aufrechtzuerhalten; er war überzeugt, dass nur diese eine echte Koalitionskriegführung mit der Sowjetunion gewährleisten und zugleich eine politische Perspektive für Großbritannien entwickeln könne. Als im Juli 1941 deutlich wurde, dass die sowjetische Politik auf eine Zusammenarbeit mit der Churchill-Regierung hinauslief, zog sich Dutt von der Position des Generalsekretärs zurück, die nun erneut Pollitt einnahm. In den folgenden Jahren erlangte Dutt eine gewisse nationale Prominenz, da ihn unter anderem die BBC bis 1947 gelegentlich zu im Radio übertragenen Diskussionsveranstaltungen einlud.

### Dutt und die Nachkriegsentwicklung der CPGB
Im Vorfeld der für den 5. Juli 1945 angesetzten Neuwahlen – den ersten seit 1935 – plädierte Dutt für die Fortsetzung der Koalitionsregierung der Kriegszeit. Für die Wahlen fasste er ein linkes Bündnis ins Auge, um so viele Wahlkreise wie möglich zu erobern. Er verwies unter anderem auf eine Umfrage, bei der sich im Mai 1945 55 % der Wähler für eine Volksfrontregierung ausgesprochen hatten. Einen Sieg Labours ohne dieses Bündnis – das die Labour-Führung ablehnte – hielt Dutt für ausgeschlossen. Er selbst ließ sich im Wahlkreis Sparkbrook aufstellen, wo der weit rechts stehende Secretary of State for India Leopold Amery antrat. Obwohl im Wahlkampf von zahlreichen prominenten Zeitgenossen unterstützt (darunter Augustus John, J.B.S. Haldane und George Bernard Shaw), erhielt Dutt lediglich 1.853 Stimmen (7,6 %) und unterlag damit deutlich.
Im beginnenden Kalten Krieg konnte die CPGB – obschon durch staatliche Stellen, Labour Party und Gewerkschaftsführungen systematisch in die Isolation gedrängt – zunächst ihre vor und während des Zweiten Weltkrieges konsolidierten Positionen halten. 1951 war Dutt an der Erarbeitung des neuen Parteiprogramms (British Road to Socialism) beteiligt, das einen über die parlamentarische Majorität einer von der KP geprägten People's Front herbeigeführten Sozialismus als politisches Fernziel deklarierte. In dieser Phase engagierte er sich verstärkt im Rahmen des International Department der CPGB, das seit der Auflösung der KI 1943 als eine Art autoritative Anlaufstelle für kommunistische Parteien in britischen Kolonien und Einflussgebieten fungierte. In dieser Funktion griff er unter anderem in die Entwicklung der kommunistischen Parteien Nigerias, Zyperns, Israels, Ägyptens, Indiens, Pakistans und des Irak ein. Insbesondere die Beratung der süd- und südostasiatischen Parteien brachte Dutt dabei mehrfach in Konflikt mit der von der Sowjetunion verfolgten, oftmals widersprüchlichen Linie.
Vor und während des Krieges hatte sich die CPGB verändert. Bis Mitte der 30er Jahre eine klassische Kaderpartei ohne Massenbasis und Zuzug aus sozialen Milieus außerhalb der Arbeiterklasse, wies sie nach 1945 einen überproportional hohen Anteil an professionellen Intellektuellen auf, die sich neben ihrer Parteimitgliedschaft teils selbständig, teils von der Partei gefördert in separaten Zirkeln und Initiativen organisierten. Das Netzwerk um die Zeitschrift Modern Quarterly oder Strukturen wie den Communist Club und die Communist Party Historians Group beobachtete Dutt – ursprünglich selber ein typischer Oxbridge radical – allerdings mit Misstrauen, weil er solche zunftartigen Zusammenschlüsse mit ihren inhaltlichen Sonderinteressen für eine Bedrohung der politischen Geschlossenheit der Partei hielt. Er sah seine Befürchtungen bestätigt, als in der Folge des XX. Parteitages der KPdSU eine oppositionelle Fraktion in der Partei hervortrat, deren Sprecher und Aktivisten nahezu ausschließlich Akademiker wie Christopher Hill, Edward P. Thompson oder John Saville waren. Diese lösten durch ihre Publikationen im Anschluss an die Geheimrede Chruschtschows eine Krise der CPGB aus, die die Partei zur Jahreswende 1956/1957 an den Rand der Handlungsunfähigkeit führte. Dutt hatte durch seine erste, später etwas relativierte Reaktion auf die Enthüllungen über Stalin („spots on the sun“) maßgeblich zur Eskalation der Debatte beigetragen und nebenbei seinen Ruf in der linksliberalen Öffentlichkeit ruiniert. Obwohl er kein naiver „Bewunderer“ Stalins war, betrachtete er die Tauwetter-Periode in der Sowjetunion mit Skepsis. 1970 äußerte er in einem Interview mit der Sunday Times:
„He [Chruschtschow] treated Stalin as though he had been an absolute idiot, an incompetent. This kind of treatment by a little fellow like Khruschev simply gave an impression of spitefulness.“

### Rückzug und letzte Jahre
1965 zog sich Dutt aus dem Exekutivkomitee der Partei zurück, ein Jahr nach dem Tod seiner Frau. Pollitt, einer der wenigen CPGB-Leitungskader, mit dem ihm trotz der dramatischen Auseinandersetzung im Jahre 1939 bis zuletzt eine enge persönliche Freundschaft verbunden hatte, war bereits 1960 verstorben. Dutt widmete sich in den verbleibenden Jahren in Einzelpublikationen und in Labour Monthly verstärkt den Problemen der Entwicklung Afrikas. Daneben setzte er sich ausführlich mit dem modernen Rassismus auseinander. Bereits unmittelbar nach dem Zweiten Weltkrieg hatte er darauf hingewiesen, dass rassistisches Denken in Großbritannien – vor dem Hintergrund der langsam einsetzenden Immigration aus den (Ex-)Kolonien und des parallelen Niedergangs der ökonomisch und sozial an das Empire gebundenen britischen Arbeiteraristokratie – ein politisches Problem ersten Ranges werden würde. Noch vor den Notting Hill-Unruhen von 1958 richtete Labour Monthly eine Konferenz zu diesem bis dahin völlig ignorierten Thema aus. Dutt ging es dabei einerseits um eine Kritik rassistischer Argumentationsmuster und andererseits um eine Auseinandersetzung mit den Herausforderungen, die sich aus der Entstehung einer kulturell und „rassisch“ heterogenen Arbeiterklasse in den kapitalistischen Metropolen für die Politik kommunistischer Parteien ergaben.
Mit Dutt zog sich der letzte und profilierteste Angehörige einer Generation britischer Kommunisten aus der Parteiführung zurück, die die einzelnen nationalen kommunistischen Parteien und deren konkrete Politik immer in einen globalen Zusammenhang gestellt, mithin als Teil einer Weltbewegung – mit der Sowjetunion als zentralem Bezugspunkt und Impulsgeber – betrachtet hatte. Vor diesem Hintergrund hatte sie – und niemand mehr als Dutt – die andauernde organisatorische Misere der CPGB relativiert und auf das kontinuierliche Wachstum des sozialistischen Einflusses im Weltmaßstab verwiesen. Im Laufe der 60er Jahre gewann allerdings eine Strömung zunehmend an Einfluss, die die Ausrichtung auf und Unterordnung unter die Sowjetunion als Hindernis für den politischen Erfolg im nationalen Maßstab ansah. Damit einhergehend begann sie sich von zentralen Axiomen des leninistischen Politikverständnisses zu lösen (vgl. Eurokommunismus). Während der tschechoslowakischen Krise 1968 wurde deutlich, dass diese Gruppe inzwischen eine Mehrheit der Parteiführung hinter sich wusste – sie setzte eine öffentliche Distanzierung von der sowjetischen Interventionspolitik durch. Bei der Auseinandersetzung um diese Entscheidung, die die CPGB innerhalb weniger Monate in zwei zunächst latent und schließlich offen verfeindete Lager spaltete, spielte Dutt letztmals eine aktive Rolle in der Parteipolitik. Obwohl er keinerlei Funktionen mehr innehatte und lediglich über Labour Monthly in die Debatte eingreifen konnte, wurde er bis zu seinem Tod am 20. Dezember 1974 als Kopf der von ihren Gegnern Tankies genannten Strömung wahrgenommen. Trotz seiner andauernden Solidarität mit der UdSSR deutete er zuletzt mitunter an, dass der Aufwand an Talent, Arbeitskraft und Zeit, den Kommunisten seiner Generation unter diesem Vorzeichen in die politische Arbeit investiert hatten, ins Leere zu laufen drohe. Im Gespräch mit einem Fernsehteam, das ihn 1972 für einen Dokumentarfilm begleitete, äußerte Dutt (nach Ende der Dreharbeiten) beiläufig:
„I put my money on Germany, the terrible mistake was that it was only Russia.“

## Aktuelle Rezeption
Lange fast völlig unbeachtet, ist seit einigen Jahren eine – allerdings bislang überschaubare – Wiederentdeckung einzelner Teile von Dutts Werk im Gange. Seit 2010 richtet die Perse School in Cambridge in Kooperation mit der Communist Party of Britain jährlich die Rajani Palme Dutt Memorial Lecture aus.

## Werke (Auswahl)

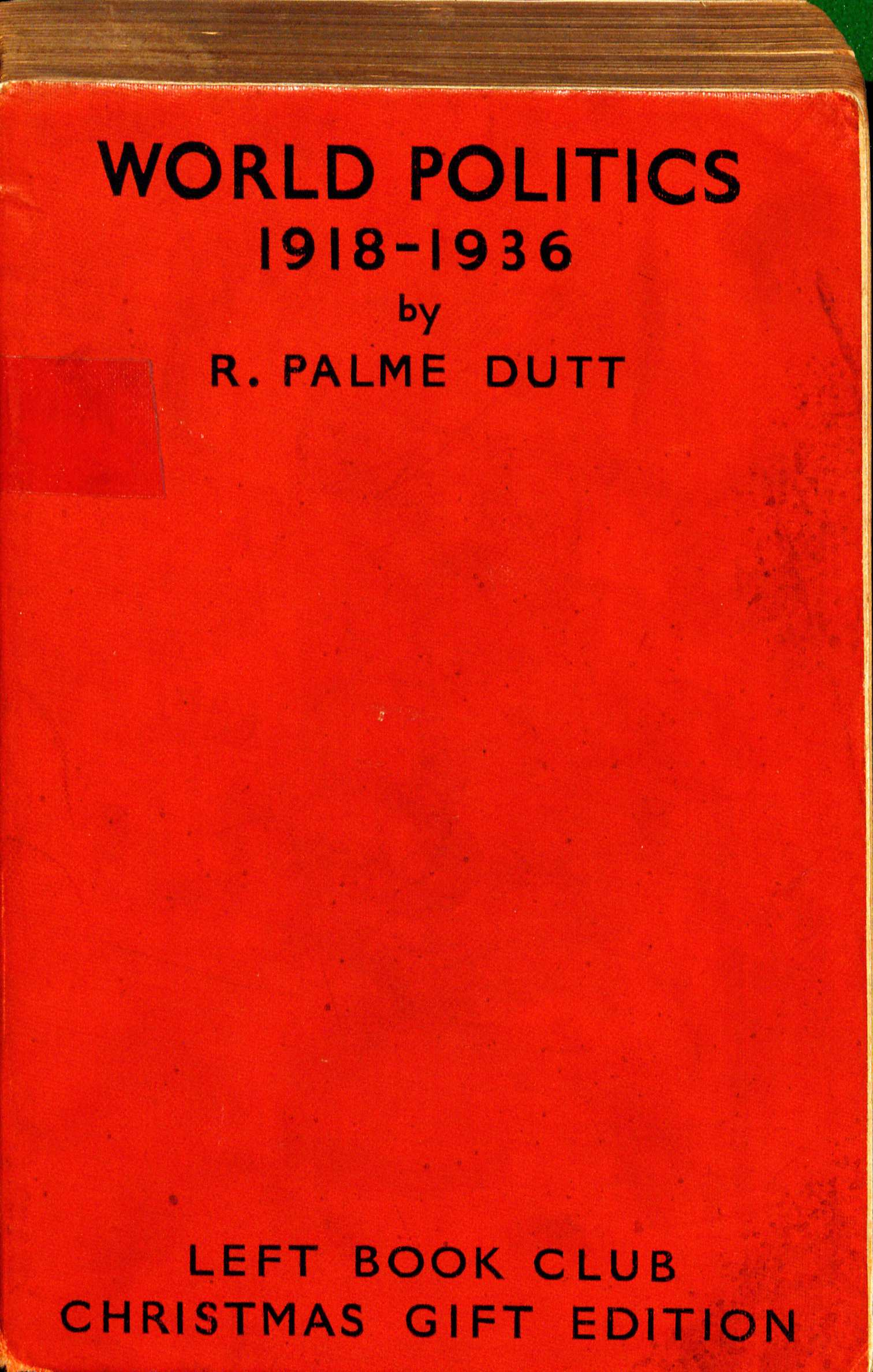
World Politics (1936)

- The Two Internationals, London 1920.
- Modern India, London 1927.
- Fascism and Social Revolution, London 1934.
- World Politics 1918-1936, London 1936.
- The Social and Political Doctrine of Communism, London 1938.
- India To-day, London 1940.
- Britain's Crisis of Empire, London 1950. [deutsch als Großbritanniens Empirekrise, Berlin 1951]
- India Today and Tomorrow, London 1955.
- The Internationale, London 1964.